# Campionatul European de Handbal Feminin din 2020 - Echipele
Lista de mai jos cuprinde echipele naționale care concurează la Campionatul European de Handbal Feminin din 2020, desfășurat în Danemarca, între 3–20 decembrie 2020.
Fiecare echipă finală va fi alcătuită din 16 jucătoare, maximum șase handbaliste putând fi înlocuite în perioada turneului. Totuși, în contextul pandemiei de coronaviroză și al riscului potențial ca mai multe sportive din aceeași echipă să se îmbolnăvească, nu există o limită a numărului de jucătoare depistate pozitiv care pot fi înlocuite.
Numărul de selecții și de goluri este cel valabil înainte de începerea competiției, pe 3 decembrie 2020.

## Grupa A

### Danemarca
Echipa a fost anunțată pe 10 noiembrie 2020. Pe 26 noiembrie, Laura Damgaard a înlocuit-o pe Helena Elver din cauza unei accidentări grave la genunchi. Pe 28 noiembrie, Rikke Poulsen a fost adăugată în echipă.
Antrenor principal:  Jesper Jensen
Antrenor secund:  Lars Jørgensen
| Nr. | Post            | Nume                 | Data nașterii (vârsta) | Înălțime | Selecții | Goluri | Echipă                  |
| --- | --------------- | -------------------- | ---------------------- | -------- | -------- | ------ | ----------------------- |
| 1   | Portar          | Sandra Toft          | 18 octombrie 1989      | 1,74 m   | 126      | 1      | Brest Bretagne Handball |
| 2   | Extremă stânga  | Lærke Nolsøe         | 19 februarie 1996      | 1,64 m   | 33       | 53     | Nykøbing Falster HK     |
| 3   | Pivot           | Majbritt Toft Hansen | 27 aprilie 1993        | 1,83 m   | 4        | 3      | Viborg HK               |
| 8   | Inter stânga    | Anne Mette Hansen    | 25 august 1994         | 1,85 m   | 99       | 261    | Győri Audi ETO KC       |
| 10  | Pivot           | Kathrine Heindahl    | 26 martie 1992         | 1,85 m   | 76       | 150    | ȚSKA Moscova            |
| 11  | Inter stânga    | Line Haugsted        | 11 noiembrie 1994      | 1,80 m   | 52       | 66     | Viborg HK               |
| 16  | Portar          | Althea Reinhardt     | 1 septembrie 1996      | 1,80 m   | 56       | 0      | Odense Håndbold         |
| 18  | Inter dreapta   | Mette Tranborg       | 1 ianuarie 1996        | 1,92 m   | 62       | 162    | Odense Håndbold         |
| 19  | Centru          | Laura Damgaard       | 14 septembrie 1996     | 1,72 m   | 1        | 1      | Viborg HK               |
| 20  | Portar          | Rikke Poulsen        | 20 aprilie 1986        | 1,78 m   | 73       | 1      | Team Esbjerg            |
| 21  | Extremă dreapta | Andrea Hansen        | 22 mai 2000            | 1,78 m   | 4        | 3      | København Håndbold      |
| 23  | Inter stânga    | Kristina Jørgensen   | 17 ianuarie 1998       | 1,89 m   | 44       | 69     | Viborg HK               |
| 24  | Centru          | Mia Rej              | 2 februarie 1990       | 1,68 m   | 20       | 36     | København Håndbold      |
| 25  | Extremă dreapta | Trine Østergaard     | 17 octombrie 1991      | 1,66 m   | 122      | 213    | SG BBM Bietigheim       |
| 27  | Inter dreapta   | Louise Burgaard      | 17 octombrie 1992      | 1,75 m   | 111      | 236    | Metz Handball           |
| 32  | Centru          | Mie Højlund          | 24 octombrie 1997      | 1,73 m   | 36       | 54     | Odense Håndbold         |
| 34  | Pivot           | Rikke Iversen        | 18 mai 1993            | 1,80 m   | 15       | 12     | Odense Håndbold         |

### Franța
O echipă cu 19 handbaliste a fost anunțată pe 17 noiembrie 2020. Pe 28 noiembrie, echipa a fost lărgită la 20 de handbaliste.
Antrenor principal:  Olivier Krumbholz
Antrenor secund:  Sébastien Gardillou
| Nr. | Post            | Nume                    | Data nașterii (vârsta) | Înălțime | Selecții | Goluri | Echipă                     |
| --- | --------------- | ----------------------- | ---------------------- | -------- | -------- | ------ | -------------------------- |
| 1   | Portar          | Laura Glauser           | 20 august 1993         | 1,80 m   | 80       | 1      | Győri Audi ETO KC          |
| 2   | Centru          | Méline Nocandy          | 25 februarie 1998      | 1,74 m   | 17       | 35     | Metz Handball              |
| 4   | Extremă dreapta | Pauline Coatanea        | 6 iulie 1993           | 1,74 m   | 37       | 52     | Brest Bretagne Handball    |
| 6   | Extremă stânga  | Chloé Bouquet           | 19 aprilie 1995        | 1,65 m   | 14       | 41     | ESBF Besançon              |
| 8   | Extremă stânga  | Coralie Lassource       | 1 septembrie 1992      | 1,79 m   | 24       | 26     | Brest Bretagne Handball    |
| 9   | Pivot           | Astride N'Gouan         | 9 iulie 1991           | 1,87 m   | 48       | 47     | Metz Handball              |
| 10  | Centru          | Grâce Zaadi             | 7 iulie 1993           | 1,71 m   | 118      | 172    | Rostov-Don                 |
| 11  | Inter dreapta   | Aïssatou Kouyaté        | 19 aprilie 1995        | 1,83 m   | 5        | 8      | ESBF Besançon              |
| 12  | Portar          | Amandine Leynaud        | 2 mai 1986             | 1,78 m   | 235      | 3      | Brest Bretagne Handball    |
| 14  | Inter stânga    | Kalidiatou Niakaté      | 15 martie 1995         | 1,77 m   | 31       | 42     | Brest Bretagne Handball    |
| 16  | Portar          | Cléopâtre Darleux       | 1 iulie 1989           | 1,76 m   | 159      | 3      | Brest Bretagne Handball    |
| 17  | Extremă stânga  | Siraba Dembélé Pavlović | 28 iunie 1986          | 1,72 m   | 277      | 831    | CSM București              |
| 19  | Inter dreapta   | Océane Sercien-Ugolin   | 15 decembrie 1997      | 1,83 m   | 14       | 20     | RK Krim                    |
| 20  | Extremă dreapta | Laura Flippes           | 13 decembrie 1994      | 1,71 m   | 68       | 122    | Paris 92                   |
| 21  | Inter stânga    | Orlane Kanor            | 16 iunie 1997          | 1,79 m   | 44       | 74     | Metz Handball              |
| 24  | Pivot           | Béatrice Edwige         | 3 octombrie 1988       | 1,82 m   | 106      | 73     | Győri Audi ETO KC          |
| 26  | Pivot           | Pauletta Foppa          | 22 decembrie 2000      | 1,70 m   | 21       | 24     | Brest Bretagne Handball    |
| 27  | Inter stânga    | Estelle Nze Minko       | 11 august 1991         | 1,78 m   | 116      | 253    | Győri Audi ETO KC          |
| 64  | Inter dreapta   | Alexandra Lacrabère     | 27 aprilie 1987        | 1,77 m   | 241      | 793    | Fleury Loiret HB           |
|     | Extremă dreapta | Blandine Dancette       | 14 februarie 1988      | 1,69 m   | 108      | 144    | Nantes Atlantique Handball |

### Muntenegru
O echipă cu 19 handbaliste a fost anunțată pe 18 noiembrie 2020. Pe 1 decembrie 2020 a fost redusă la 16 jucătoare.
Antrenor principal:  Kim Rasmussen
Antrenor secund:  Novak Ristović
Antrenor secund:  Bojana Popović
| Nr. | Post            | Nume                | Data nașterii (vârsta) | Înălțime | Selecții | Goluri | Echipă                 |
| --- | --------------- | ------------------- | ---------------------- | -------- | -------- | ------ | ---------------------- |
| 4   | Extremă dreapta | Jovanka Radičević   | 23 octombrie 1986      | 1,69 m   | 162      | 887    | ŽRK Budućnost          |
| 9   | Inter stânga    | Đurđina Jauković    | 24 februarie 1997      | 1,85 m   | 67       | 214    | Brest Bretagne         |
| 10  | Centru          | Matea Pletikosić    | 24 aprilie 1998        | 1,68 m   | 0        | 0      | RK Krim                |
| 12  | Portar          | Anastasija Babović  | 13 decembrie 2000      | 1,88 m   | 2        | 0      | Dunaújvárosi Kohász KA |
| 14  | Inter dreapta   | Katarina Džaferović | 14 iulie 2002          | 1,80 m   | 0        | 0      | ŽRK Budućnost          |
| 15  | Inter dreapta   | Andrea Klikovac     | 5 mai 1991             | 1,80 m   | 80       | 50     | CSM București          |
| 16  | Portar          | Ljubica Nenezić     | 15 ianuarie 1997       | 1,79 m   | 30       | 0      | HC Dunărea Brăila      |
| 23  | Extremă dreapta | Dijana Ujkić        | 5 iulie 1996           | 1,72 m   | 39       | 38     | SCM Gloria Buzău       |
| 43  | Portar          | Marta Batinović     | 20 aprilie 1990        | 1,88 m   | 11       | 0      | SCM Râmnicu Vâlcea     |
| 55  | Extremă stânga  | Dijana Mugoša       | 22 octombrie 1995      | 1,69 m   | 17       | 10     | RK Podravka            |
| 66  | Pivot           | Ema Ramusović       | 28 noiembrie 1996      | 1,87 m   | 61       | 50     | ŽRK Budućnost          |
| 71  | Pivot           | Bobana Klikovac     | 19 iulie 1995          | 1,81 m   | 25       | 15     | SCM Gloria Buzău       |
| 77  | Extremă stânga  | Majda Mehmedović    | 25 mai 1990            | 1,69 m   | 121      | 325    | ŽRK Budućnost          |
| 80  | Inter stânga    | Jelena Despotović   | 30 aprilie 1994        | 1,83 m   | 80       | 85     | Debreceni VSC          |
| 96  | Centru          | Itana Grbić         | 1 septembrie 1996      | 1,69 m   | 52       | 55     | ŽRK Budućnost          |
| 97  | Pivot           | Nikolina Vukčević   | 28 iulie 2000          | 1,86 m   | 4        | 2      | ŽRK Budućnost          |

### Slovenia
O echipă cu 20 de handbaliste a fost anunțată pe 16 noiembrie 2020. Pe 26 noiembrie 2020, echipa a fost redusă la 19 jucătoare.
Antrenor principal:  Uroš Bregar
Antrenor secund:  Salvador Kranjčič
Antrenor pentru portari:  Branka Jovanović
| Nr. | Post                           | Nume                 | Data nașterii (vârsta) | Înălțime | Selecții | Goluri | Echipă                  |
| --- | ------------------------------ | -------------------- | ---------------------- | -------- | -------- | ------ | ----------------------- |
| 1   | Portar                         | Branka Zec           | 30 octombrie 1986      | 1,79 m   | 71       | 1      | VfL Waiblingen          |
| 2   | Pivot                          | Valentina Klemenčič  | 5 februarie 2002       | 1,85 m   | 10       | 5      | RK Krim                 |
| 6   | Inter dreapta                  | Ana Gros             | 21 ianuarie 1991       | 1,86 m   | 116      | 560    | Brest Bretagne Handball |
| 7   | Centru                         | Elizabeth Omoregie   | 29 decembrie 1996      | 1,78 m   | 0        | 0      | CSM București           |
| 8   | Extremă stânga                 | Ema Abina            | 18 februarie 1999      | 1,70 m   | 0        | 0      | RK Krim                 |
| 9   | Inter stânga                   | Nina Žabjek          | 4 martie 1998          | 1,78 m   | 30       | 25     | RK Krim                 |
| 10  | Inter stânga                   | Tjaša Stanko         | 5 noiembrie 1997       | 1,73 m   | 63       | 298    | Metz Handball           |
| 11  | Inter stânga                   | Ana Abina            | 30 iulie 1997          | 1,75 m   | 43       | 32     | ŽRK Krka                |
| 16  | Portar                         | Maja Vojnović        | 26 ianuarie 1998       | 1,80 m   | 31       | 0      | RK Krim                 |
| 17  | Pivot                          | Nataša Ljepoja       | 28 ianuarie 1996       | 1,78 m   | 26       | 16     | RK Krim                 |
| 18  | Centru                         | Nina Zulić           | 4 decembrie 1995       | 1,70 m   | 47       | 120    | Kastamonu Belediyesi    |
| 21  | Portar                         | Amra Pandžić         | 20 septembrie 1989     | 1,78 m   | 55       | 0      | Kastamonu Belediyesi    |
| 22  | Centru                         | Nuša Fegic           | 29 decembrie 1998      | 1,63 m   | 0        | 0      | ŽRK Ajdovščina          |
| 23  | Inter stânga                   | Hana Vučko           | 14 noiembrie 1998      | 1,75 m   | 30       | 26     | RK Krim                 |
| 25  | Inter dreapta                  | Barbara Lazović      | 4 ianuarie 1988        | 1,83 m   | 75       | 267    | CSM București           |
| 28  | Extremă stânga                 | Maja Svetik          | 9 martie 1996          | 1,67 m   | 17       | 29     | RK Krim                 |
| 29  | Extremă dreapta                | Živa Čopi            | 5 august 1998          | 1,63 m   | 5        | 3      | ŽRK Krka                |
| 41  | Pivot                          | Aneja Beganovič      | 9 noiembrie 1997       | 1,73 m   | 39       | 58     | RK Podravka             |
| 66  | Inter dreapta/ Extremă dreapta | Tija Gomilar Zickero | 12 mai 2000            | 1,63 m   | 0        | 0      | RK Krim                 |
|     | Inter stânga                   | Erin Novak           | 7 iunie 2002           | 1,77 m   | 0        | 0      | ŽRK Krka                |

## Grupa B

### Cehia
O echipă cu 23 de handbaliste a fost anunțată pe 22 noiembrie 2020. Pe 30 noiembrie, echipa fost redusă la 18 jucătoare.
Antrenor principal:  Jan Bašný
Antrenor secund:  Jan Bělka
| Nr. | Post            | Nume                 | Data nașterii (vârsta) | Înălțime | Selecții | Goluri | Echipă                   |
| --- | --------------- | -------------------- | ---------------------- | -------- | -------- | ------ | ------------------------ |
| 1   | Portar          | Karin Řezáčová       | 25 octombrie 2001      | 1,77 m   | 2        | 0      | DHC Plzeň                |
| 3   | Extremă dreapta | Jana Knedlíková      | 22 iunie 1989          | 1,68 m   | 107      | 225    | Vipers Kristiansand      |
| 8   | Pivot           | Michaela Konečná     | 6 iulie 1998           | 1,80 m   | 22       | 16     | DHC Sokol Poruba         |
| 10  | Centru          | Petra Maňáková       | 8 februarie 1989       | 1,72 m   | 127      | 125    | DHK Baník Most           |
| 11  | Inter stânga    | Hana Kvášová         | 28 septembrie 1989     | 1,78 m   | 79       | 138    | Sambre Avesnois Handball |
| 13  | Inter dreapta   | Silvie Polášková     | 13 ianuarie 1998       | 1,76 m   | 5        | 11     | DHC Sokol Poruba         |
| 14  | Inter stânga    | Kamila Kordovská     | 4 decembrie 1997       | 1,79 m   | 55       | 119    | HSG Blomberg-Lippe       |
| 21  | Centru          | Veronika Mikulášková | 16 octombrie 2000      | 1,72 m   | 8        | 6      | DHK Baník Most           |
| 22  | Inter dreapta   | Markéta Hurychová    | 9 aprilie 1997         | 1,74 m   | 9        | 10     | Saint-Amand Handball     |
| 25  | Centru          | Jana Šustková        | 10 ianuarie 1998       | 1,77 m   | 19       | 21     | DHK Baník Most           |
| 26  | Portar          | Sabrina Novotná      | 2 iulie 2000           | 1,83 m   | 2        | 0      | HK Slovan Duslo Šaľa     |
| 28  | Centru          | Šárka Marčíková      | 12 martie 1992         | 1,76 m   | 62       | 49     | Frisch Auf Göppingen     |
| 29  | Extremă stânga  | Adéla Stříšková      | 14 decembrie 2000      | 1,59 m   | 1        | 2      | DHK Baník Most           |
| 33  | Portar          | Petra Kudláčková     | 17 octombrie 1994      | 1,73 m   | 42       | 1      | Kristianstad Handboll    |
| 44  | Extremă dreapta | Dominika Zachová     | 4 iunie 1996           | 1,75 m   | 33       | 58     | DHK Baník Most           |
| 48  | Inter dreapta   | Sára Kovářová        | 9 februarie 1999       | 1,74 m   | 13       | 33     | Kastamonu Belediyesi     |
| 51  | Inter stânga    | Markéta Jeřábková    | 8 februarie 1996       | 1,74 m   | 59       | 234    | Thüringer HC             |
| 67  | Extremă stânga  | Veronika Malá        | 6 mai 1994             | 1,70 m   | 66       | 183    | Paris 92                 |

### Rusia
O echipă cu 18 handbaliste a fost anunțată pe 17 noiembrie 2020. Pe 24 noiembrie, Valeria Maslova a înlocuit-o pe Anna Viahireva din cauza unei accidentări la spate.
Antrenor principal:  Ambros Martín
Antrenor secund:  Oleg Kiselev
Antrenor secund:  Alexei Alekseev
Antrenor secund:  Tomáš Hlavatý
| Nr. | Post            | Nume                     | Data nașterii (vârsta) | Înălțime | Selecții | Goluri | Echipă           |
| --- | --------------- | ------------------------ | ---------------------- | -------- | -------- | ------ | ---------------- |
| 1   | Portar          | Anna Sedoikina           | 1 august 1984          | 1,85 m   | 158      | 9      | ȚSKA Moscova     |
| 7   | Centru          | Daria Dmitrieva          | 9 august 1995          | 1,78 m   | 97       | 324    | ȚSKA Moscova     |
| 9   | Inter stânga    | Olga Gorșenina           | 9 noiembrie 1990       | 1,83 m   | 13       | 17     | ȚSKA Moscova     |
| 12  | Portar          | Galina Gabisova          | 17 iunie 1985          | 1,80 m   | 23       | 0      | Rostov-Don       |
| 14  | Inter stânga    | Polina Vedehina          | 6 ianuarie 1994        | 1,76 m   | 40       | 79     | ȚSKA Moscova     |
| 17  | Inter stânga    | Vladlena Bobrovnikova    | 24 octombrie 1987      | 1,80 m   | 71       | 181    | Rostov-Don       |
| 18  | Extremă stânga  | Daria Samohina           | 12 august 1992         | 1,75 m   | 45       | 149    | HC Astrahanocika |
| 19  | Pivot           | Ksenia Makeeva           | 19 septembrie 1990     | 1,85 m   | 152      | 297    | Rostov-Don       |
| 20  | Inter dreapta   | Valeria Maslova          | 23 ianuarie 2001       | 1,88 m   | 11       | 13     | ŽRK Budućnost    |
| 25  | Extremă dreapta | Olga Fomina              | 17 aprilie 1989        | 1,75 m   | 128      | 264    | HC Lada          |
| 31  | Centru          | Karina Sabirova          | 23 martie 1998         | 1,80 m   | 20       | 36     | HC Astrahanocika |
| 33  | Centru          | Ekaterina Ilina          | 7 martie 1991          | 1,74 m   | 95       | 250    | ȚSKA Moscova     |
| 34  | Inter stânga    | Elizaveta Malașenko      | 26 februarie 1996      | 1,79 m   | 60       | 77     | HC Astrahanocika |
| 36  | Extremă dreapta | Iulia Managarova         | 27 septembrie 1988     | 1,67 m   | 47       | 153    | Rostov-Don       |
| 39  | Inter dreapta   | Antonina Skorobogatcenko | 14 februarie 1999      | 1,81 m   | 36       | 83     | ȚSKA Moscova     |
| 63  | Extremă stânga  | Kristina Kojokar         | 28 februarie 1994      | 1,74 m   | 35       | 51     | Rostov-Don       |
| 67  | Pivot           | Anastasia Ilarionova     | 28 martie 1999         | 1,80 m   | 16       | 12     | ȚSKA Moscova     |
| 88  | Portar          | Viktoria Kalinina        | 8 decembrie 1988       | 1,83 m   | 94       | 0      | Rostov-Don       |

### Spania
Echipa a fost anunțată pe 18 noiembrie 2020.
Antrenor principal:  Carlos Viver
Antrenor secund:  José Prades
Antrenor pentru portari:  Vicente Álamo
| Nr. | Post            | Nume                       | Data nașterii (vârsta) | Înălțime | Selecții | Goluri | Echipă                     |
| --- | --------------- | -------------------------- | ---------------------- | -------- | -------- | ------ | -------------------------- |
| 2   | Extremă dreapta | Marta López                | 4 februarie 1990       | 1,68 m   | 113      | 243    | SCM Râmnicu Vâlcea         |
| 4   | Extremă dreapta | Carmen Martín              | 29 mai 1988            | 1,69 m   | 221      | 751    | CSM București              |
| 6   | Inter stânga    | Carmen Campos              | 10 iulie 1995          | 1,71 m   | 9        | 10     | JDA Dijon Handball         |
| 8   | Centru          | Silvia Arderíus            | 11 iulie 1990          | 1,68 m   | 43       | 43     | CBF Málaga Costa del Sol   |
| 12  | Portar          | Silvia Navarro             | 20 martie 1979         | 1,67 m   | 208      | 10     | BM Remudas                 |
| 16  | Portar          | Mercedes Castellanos       | 21 iulie 1988          | 1,84 m   | 36       | 1      | CBF Málaga Costa del Sol   |
| 17  | Extremă stânga  | Jennifer Gutiérrez Bermejo | 20 februarie 1995      | 1,69 m   | 47       | 97     | Borussia Dortmund          |
| 25  | Centru          | Nerea Pena                 | 13 decembrie 1989      | 1,75 m   | 159      | 531    | Team Esbjerg               |
| 27  | Inter stânga    | Lara González Ortega       | 22 februarie 1992      | 1,84 m   | 128      | 113    | ESBF Besançon              |
| 30  | Extremă stânga  | Soledad López              | 4 aprilie 1992         | 1,62 m   | 29       | 82     | CBF Málaga Costa del Sol   |
| 33  | Pivot           | Kaba Gassama               | 16 august 1997         | 1,80 m   | 7        | 6      | Nantes Atlantique Handball |
| 34  | Centru          | Alicia Fernández           | 21 decembrie 1992      | 1,72 m   | 39       | 98     | SCM Râmnicu Vâlcea         |
| 39  | Inter dreapta   | Almudena Rodríguez         | 9 noiembrie 1993       | 1,75 m   | 62       | 123    | CS Gloria 2018 Bistrița    |
| 44  | Pivot           | Ainhoa Hernández           | 27 aprilie 1994        | 1,80 m   | 82       | 114    | BM Zuazo                   |
| 61  | Pivot           | Lysa Tchaptchet            | 20 decembrie 2001      | 1,83 m   | 0        | 0      | CB Elche                   |
| 99  | Inter dreapta   | Mireya González            | 18 iulie 1991          | 1,78 m   | 78       | 150    | SCM Râmnicu Vâlcea         |

### Suedia
O echipă cu 19 handbaliste a fost anunțată pe 27 octombrie 2020. Pe 20 noiembrie, Elin Hansson a înlocuit-o pe Hanna Blomstrand din cauza unei accidentări. Pe 30 noiembrie, echipa a fost redusă la 17 jucătoare, incluzând-o pe Evelina Eriksson, care va efectua deplasarea ca rezervă.
Antrenor principal:  Tomas Axnér
Antrenor secund:  Johanna Wiberg
Antrenor pentru portari:  Thomas Forsberg
| Nr. | Post            | Nume                    | Data nașterii (vârsta) | Înălțime | Selecții | Goluri | Echipă                     |
| --- | --------------- | ----------------------- | ---------------------- | -------- | -------- | ------ | -------------------------- |
| 6   | Centru          | Carin Strömberg         | 10 iulie 1993          | 1,84 m   | 90       | 107    | Viborg HK                  |
| 7   | Pivot           | Linn Blohm              | 20 mai 1992            | 1,80 m   | 100      | 251    | CS Minaur Baia Mare        |
| 8   | Inter stânga    | Jamina Roberts          | 28 mai 1990            | 1,76 m   | 164      | 341    | IK Sävehof                 |
| 9   | Centru          | Melissa Petrén          | 18 ianuarie 1995       | 1,73 m   | 16       | 40     | HH Elite                   |
| 10  | Extremă dreapta | Mathilda Lundström      | 20 decembrie 1996      | 1,64 m   | 34       | 34     | Skuru IK                   |
| 11  | Pivot           | Johanna Forsberg        | 16 octombrie 1995      | 1,77 m   | 19       | 19     | Nykøbing Falster HK        |
| 12  | Portar          | Filippa Idéhn           | 15 august 1990         | 1,83 m   | 123      | 9      | CS Minaur Baia Mare        |
| 15  | Extremă stânga  | Emma Rask               | 17 ianuarie 1996       | 1,62 m   | 3        | 4      | H 65 Höör                  |
| 16  | Portar          | Jessica Ryde            | 18 mai 1994            | 1,85 m   | 10       | 0      | Herning-Ikast Håndbold     |
| 17  | Inter dreapta   | Nina Dano               | 12 iunie 2000          | 1,72 m   | 2        | 7      | IK Sävehof                 |
| 19  | Pivot           | Anna Lagerquist         | 16 octombrie 1993      | 1,73 m   | 58       | 83     | Rostov-Don                 |
| 20  | Centru          | Isabelle Gulldén        | 29 iunie 1989          | 1,77 m   | 216      | 827    | Brest Bretagne Handball    |
| 21  | Portar          | Evelina Eriksson        | 20 august 1996         | 1,84 m   | 0        | 0      | Vipers Kristiansand        |
| 23  | Centru          | Emma Lindqvist          | 17 septembrie 1997     | 1,77 m   | 19       | 20     | H 65 Höör                  |
| 24  | Extremă dreapta | Nathalie Hagman         | 19 iulie 1991          | 1,67 m   | 155      | 492    | Nantes Atlantique Handball |
| 29  | Inter stânga    | Kristin Thorleifsdóttir | 13 ianuarie 1998       | 1,82 m   | 3        | 5      | Randers HK                 |
| 38  | Extremă stânga  | Elin Hansson            | 7 august 1996          | 1,73 m   | 4        | 4      | Skuru IK                   |

## Grupa C

### Croația
O echipă cu 22 de handbaliste a fost anunțată pe 10 noiembrie 2020. Pe 2 decembrie, echipa a fost redusă la 16 handbaliste. Ulterior, Dejana Milosavljević a înlocuit-o pe Kristina Prkačin.
Antrenor principal:  Nenad Šoštarić
Antrenor secund:  Snježana Petika
Antrenor pentru portari:  Matija Bilušić
| Nr. | Post            | Nume                 | Data nașterii (vârsta) | Înălțime | Selecții | Goluri | Echipă                 |
| --- | --------------- | -------------------- | ---------------------- | -------- | -------- | ------ | ---------------------- |
| 1   | Portar          | Lucija Bešen         | 29 martie 1998         | 1,80 m   | 5        | 0      | RK Lokomotiva Zagreb   |
| 3   | Extremă stânga  | Paula Posavec        | 26 august 1996         | 1,70 m   | 41       | 54     | RK Lokomotiva Zagreb   |
| 7   | Centru          | Dora Krsnik          | 19 ianuarie 1992       | 1,70 m   | 32       | 56     | HB Plan de Cuques      |
| 8   | Centru          | Stela Posavec        | 26 august 1996         | 1,68 m   | 27       | 49     | RK Lokomotiva Zagreb   |
| 9   | Inter stânga    | Ćamila Mičijević     | 8 septembrie 1994      | 1,94 m   | 35       | 87     | Metz Handball          |
| 10  | Inter stânga    | Dejana Milosavljević | 23 noiembrie 1994      | 1.73 m   | 13       | 19     | RK Podravka Koprivnica |
| 14  | Inter stânga    | Larissa Kalaus       | 24 iunie 1996          | 1,73 m   | 17       | 55     | RK Lokomotiva Zagreb   |
| 15  | Inter dreapta   | Dora Kalaus          | 24 iunie 1996          | 1,72 m   | 21       | 9      | RK Lokomotiva Zagreb   |
| 17  | Pivot           | Katarina Ježić       | 19 decembrie 1992      | 1,73 m   | 73       | 145    | Siófok KC              |
| 19  | Extremă dreapta | Tena Japundža        | 28 octombrie 1998      | 1,73 m   | 2        | 1      | RK Lokomotiva Zagreb   |
| 28  | Extremă stânga  | Andrea Šimara        | 13 iulie 1997          | 1,71 m   | 2        | 3      | RK Lokomotiva Zagreb   |
| 31  | Pivot           | Ana Debelić          | 9 ianuarie 1994        | 1,83 m   | 35       | 46     | HC Astrahanocika       |
| 35  | Extremă dreapta | Josipa Mamić         | 7 ianuarie 1996        | 1,67 m   | 0        | 0      | ŽRK Bjelovar           |
| 44  | Inter stânga    | Marijeta Vidak       | 14 august 1992         | 1,79 m   | 22       | 14     | ŽRK Umag               |
| 77  | Centru          | Valentina Blažević   | 14 februarie 1994      | 1,70 m   | 32       | 51     | CS Măgura Cisnădie     |
| 88  | Inter stânga    | Kristina Prkačin     | 21 octombrie 1997      | 1,83 m   | 13       | 7      | RK Lokomotiva Zagreb   |
| 91  | Portar          | Tea Pijević          | 18 noiembrie 1991      | 1,72 m   | 25       | 1      | Alba Fehérvár KC       |

### Serbia
O echipă cu 22 de handbaliste a fost anunțată pe 10 noiembrie 2020. Pe 3 decembrie, echipa a fost redusă la 18 handbaliste.
Antrenor principal:  Ljubomir Obradović
Antrenor secund:  Živojin Maksić
| Nr. | Post            | Nume                  | Data nașterii (vârsta) | Înălțime | Selecții | Goluri | Echipă                  |
| --- | --------------- | --------------------- | ---------------------- | -------- | -------- | ------ | ----------------------- |
| 2   | Extremă stânga  | Sanja Radosavljević   | 15 ianuarie 1994       | 1,71 m   | 74       | 209    | Váci NKSE               |
| 3   | Extremă dreapta | Katarina Krpež Slezak | 2 mai 1988             | 1,69 m   | 142      | 387    | Rostov-Don              |
| 4   | Pivot           | Jovana Milojević      | 24 iulie 1992          | 1,77 m   | 17       | 24     | MKS Zagłębie Lubin      |
| 5   | Inter stânga    | Jelena Trifunović     | 4 august 1991          | 1,79 m   | 72       | 114    | SCM Râmnicu Vâlcea      |
| 7   | Centru          | Andrea Lekić          | 6 septembrie 1987      | 1,78 m   | 121      | 554    | ŽRK Budućnost           |
| 9   | Inter dreapta   | Jelena Lavko          | 6 ianuarie 1991        | 1,84 m   | 113      | 265    | CS Minaur Baia Mare     |
| 13  | Pivot           | Jelena Agbaba         | 20 iunie 1997          | 1,81 m   | 20       | 41     | Békéscsabai Előre NKSE  |
| 14  | Extremă dreapta | Željka Nikolić        | 12 iulie 1991          | 1,64 m   | 51       | 98     | SCM Râmnicu Vâlcea      |
| 15  | Inter dreapta   | Anđela Janjušević     | 18 iunie 1995          | 1,78 m   | 52       | 48     | SCM Gloria Buzău        |
| 16  | Portar          | Jovana Risović        | 7 octombrie 1993       | 1,71 m   | 42       | 2      | RK Krim                 |
| 20  | Pivot           | Slađana Pop-Lazić     | 26 iulie 1988          | 1,78 m   | 106      | 301    | Brest Bretagne Handball |
| 21  | Extremă stânga  | Dijana Radojević      | 2 aprilie 1990         | 1,70 m   | 59       | 84     | CS Măgura Cisnădie      |
| 25  | Inter stânga    | Jovana Jovović        | 4 decembrie 2001       | 1,77 m   | 12       | 4      | Dunaújvárosi KKA        |
| 27  | Portar          | Katarina Tomašević    | 7 februarie 1984       | 1,78 m   | 115      | 2      | Szombathelyi KKA        |
| 33  | Inter stânga    | Jovana Stoiljković    | 30 septembrie 1988     | 1,81 m   | 106      | 349    | Chambray Touraine HB    |
| 71  | Centru          | Kristina Liščević     | 20 octombrie 1989      | 1,73 m   | 98       | 226    | SCM Râmnicu Vâlcea      |
|     | Inter dreapta   | Marija Agbaba         | 9 august 1995          | 1,77 m   | 3        | 2      | Szombathelyi KKA        |
|     | Portar          | Kristina Graovac      | 14 august 1991         | 1,72 m   | 23       | 4      | Bayer 04 Leverkusen     |

### Țările de Jos
O echipă cu 18 handbaliste a fost anunțată pe 9 noiembrie 2020.
Antrenor principal:  Emmanuel Mayonnade
Antrenor secund:  Ricardo Clarijs
Antrenor secund:  Harrie Weerman
| Nr. | Post            | Nume                  | Data nașterii (vârsta) | Înălțime | Selecții | Goluri | Echipă                  |
| --- | --------------- | --------------------- | ---------------------- | -------- | -------- | ------ | ----------------------- |
| 5   | Inter stânga    | Jessy Kramer          | 16 februarie 1990      | 1,78 m   | 144      | 110    | Toulon Saint-Cyr        |
| 6   | Inter dreapta   | Laura van der Heijden | 27 iunie 1990          | 1,72 m   | 215      | 662    | Borussia Dortmund       |
| 7   | Extremă dreapta | Debbie Bont           | 9 decembrie 1990       | 1,75 m   | 170      | 335    | Metz Handball           |
| 8   | Inter stânga    | Lois Abbingh          | 13 august 1992         | 1,77 m   | 154      | 689    | Odense Håndbold         |
| 9   | Centru          | Larissa Nusser        | 8 februarie 2000       | 1,75 m   | 23       | 26     | København Håndbold      |
| 10  | Pivot           | Danick Snelder        | 22 mai 1990            | 1,78 m   | 176      | 420    | SG BBM Bietigheim       |
| 12  | Extremă stânga  | Bo van Wetering       | 10 mai 1999            | 1,72 m   | 17       | 39     | TuS Metzingen           |
| 18  | Inter stânga    | Kelly Dulfer          | 21 martie 1994         | 1,85 m   | 117      | 127    | Borussia Dortmund       |
| 19  | Pivot           | Merel Freriks         | 6 ianuarie 1998        | 1,75 m   | 33       | 36     | Borussia Dortmund       |
| 20  | Inter stânga    | Inger Smits           | 17 septembrie 1994     | 1,79 m   | 31       | 26     | Borussia Dortmund       |
| 24  | Extremă stânga  | Martine Smeets        | 5 mai 1990             | 1,72 m   | 110      | 139    | CSM București           |
| 26  | Extremă dreapta | Angela Malestein      | 31 ianuarie 1993       | 1,70 m   | 147      | 326    | FTC-Rail Cargo Hungaria |
| 28  | Pivot           | Nikita van der Vliet  | 14 martie 2000         | 1,73 m   | 2        | 6      | Nykøbing Falster HK     |
| 30  | Portar          | Rinka Duijndam        | 6 august 1997          | 1,78 m   | 29       | 0      | Borussia Dortmund       |
| 33  | Portar          | Tess Wester           | 19 mai 1993            | 1,78 m   | 109      | 10     | Odense Håndbold         |
| 41  | Portar          | Annick Lipman         | 13 martie 1989         | 1,78 m   | 3        | 0      | Byåsen HE               |
| 42  | Centru          | Harma van Kreij       | 11 noiembrie 1993      | 1,73 m   | 0        | 0      | RK Krim                 |
| 48  | Inter dreapta   | Dione Housheer        | 26 septembrie 1999     | 1,80 m   | 24       | 41     | Nykøbing Falster HK     |

### Ungaria
O echipă cu 20 de handbaliste a fost anunțată pe 22 noiembrie 2020. Pe 26 noiembrie, echipa a fost redusă la 19 handbaliste.
Antrenori principali:  Gábor Danyi și Gábor Elek
Antrenor secund:  Anita Görbicz
Antrenor secund:  István Bakos
| Nr. | Post            | Nume                    | Data nașterii (vârsta) | Înălțime | Selecții | Goluri | Echipă                  |
| --- | --------------- | ----------------------- | ---------------------- | -------- | -------- | ------ | ----------------------- |
| 2   | Inter stânga    | Szandra Szöllősi-Zácsik | 22 aprilie 1990        | 1,83 m   | 56       | 177    | MTK Budapesta           |
| 4   | Pivot           | Petra Tóvizi            | 15 martie 1999         | 1,78 m   | 24       | 34     | Debreceni VSC           |
| 6   | Extremă stânga  | Nadine Schatzl          | 19 noiembrie 1993      | 1,74 m   | 61       | 159    | FTC-Rail Cargo Hungaria |
| 8   | Centru          | Anikó Kovacsics         | 29 august 1991         | 1,70 m   | 128      | 274    | FTC-Rail Cargo Hungaria |
| 10  | Inter dreapta   | Katrin Klujber          | 21 aprilie 1999        | 1,70 m   | 15       | 65     | FTC-Rail Cargo Hungaria |
| 12  | Portar          | Melinda Szikora         | 19 noiembrie 1988      | 1,75 m   | 4        | 0      | Siófok KC               |
| 16  | Portar          | Blanka Bíró             | 22 septembrie 1994     | 1,87 m   | 72       | 1      | FTC-Rail Cargo Hungaria |
| 19  | Extremă stânga  | Gréta Márton            | 3 octombrie 1999       | 1,73 m   | 14       | 36     | FTC-Rail Cargo Hungaria |
| 20  | Centru          | Rita Lakatos            | 6 iulie 1999           | 1,77 m   | 7        | 3      | Váci NKSE               |
| 23  | Inter stânga    | Klára Csiszár-Szekeres  | 1 decembrie 1987       | 1,83 m   | 91       | 33     | FTC-Rail Cargo Hungaria |
| 44  | Inter stânga    | Gréta Kácsor            | 24 aprilie 2000        | 1,75 m   | 0        | 0      | Váci NKSE               |
| 45  | Inter stânga    | Noémi Háfra             | 5 octombrie 1998       | 1,80 m   | 41       | 107    | FTC-Rail Cargo Hungaria |
| 48  | Extremă dreapta | Dorottya Faluvégi       | 31 martie 1998         | 1,68 m   | 17       | 33     | Győri Audi ETO KC       |
| 60  | Centru          | Eszter Tóth             | 27 octombrie 1992      | 1,79 m   | 0        | 0      | Mosonmagyaróvári KC SE  |
| 61  | Portar          | Kinga Janurik           | 6 noiembrie 1991       | 1,76 m   | 31       | 1      | FTC-Rail Cargo Hungaria |
| 64  | Pivot           | Noémi Pásztor           | 2 aprilie 1999         | 1,78 m   | 6        | 4      | FTC-Rail Cargo Hungaria |
| 66  | Extremă dreapta | Viktória Lukács         | 31 octombrie 1995      | 1,68 m   | 54       | 121    | Győri Audi ETO KC       |
| 76  | Pivot           | Fanny Helembai          | 26 decembrie 1996      | 1,78 m   | 0        | 0      | Váci NKSE               |
| 87  | Inter stânga    | Zsuzsanna Tomori        | 18 iunie 1987          | 1,87 m   | 167      | 444    | Siófok KC               |

## Grupa D

### Germania
O echipă cu 18 handbaliste a fost anunțată pe 23 noiembrie 2020. Pe 26 noiembrie, Annika Lott a înlocuit-o pe Mia Zschocke din cauza unei accidentări.
Antrenor principal:  Henk Groener
Antrenor secund:  Alexander Koke
Antrenor pentru portari:  Debbie Klijn
| Nr. | Post            | Nume                  | Data nașterii (vârsta) | Înălțime | Selecții | Goluri | Echipă                  |
| --- | --------------- | --------------------- | ---------------------- | -------- | -------- | ------ | ----------------------- |
| 1   | Portar          | Ann-Cathrin Giegerich | 4 ianuarie 1992        | 1,82 m   | 10       | 0      | Debreceni VSC           |
| 2   | Extremă dreapta | Marlene Zapf          | 6 ianuarie 1990        | 1,70 m   | 83       | 186    | TuS Metzingen           |
| 3   | Extremă dreapta | Amelie Berger         | 22 iulie 1999          | 1,69 m   | 26       | 47     | SG BBM Bietigheim       |
| 4   | Centru          | Alina Grijseels       | 12 aprilie 1996        | 1,74 m   | 31       | 40     | Borussia Dortmund       |
| 11  | Inter stânga    | Xenia Smits           | 22 aprilie 1994        | 1,82 m   | 60       | 150    | SG BBM Bietigheim       |
| 12  | Portar          | Dinah Eckerle         | 16 octombrie 1995      | 1,71 m   | 55       | 2      | Metz Handball           |
| 13  | Pivot           | Julia Behnke          | 28 martie 1993         | 1,80 m   | 79       | 156    | FTC-Rail Cargo Hungaria |
| 15  | Centru          | Kim Naidzinavicius    | 6 aprilie 1991         | 1,85 m   | 112      | 306    | SG BBM Bietigheim       |
| 16  | Portar          | Isabell Roch          | 26 iulie 1990          | 1,74 m   | 30       | 0      | Borussia Dortmund       |
| 20  | Inter stânga    | Emily Bölk            | 26 aprilie 1998        | 1,82 m   | 55       | 186    | FTC-Rail Cargo Hungaria |
| 21  | Extremă stânga  | Ina Großmann          | 21 august 1990         | 1,70 m   | 35       | 52     | Thüringer HC            |
| 22  | Inter dreapta   | Maren Weigel          | 22 mai 1994            | 1,77 m   | 30       | 31     | TuS Metzingen           |
| 23  | Inter stânga    | Annika Lott           | 7 decembrie 1999       | 1,80 m   | 1        | 1      | Buxtehuder SV           |
| 27  | Inter dreapta   | Julia Maidhof         | 13 martie 1998         | 1,76 m   | 6        | 15     | SG BBM Bietigheim       |
| 29  | Extremă stânga  | Antje Lauenroth       | 3 octombrie 1988       | 1,70 m   | 29       | 58     | SG BBM Bietigheim       |
| 32  | Inter stânga    | Evgenija Minevskaja   | 31 octombrie 1992      | 1,83 m   | 89       | 175    | SCM Râmnicu Vâlcea      |
| 33  | Pivot           | Luisa Schulze         | 14 septembrie 1990     | 1,90 m   | 97       | 120    | SG BBM Bietigheim       |
| 43  | Inter dreapta   | Jennifer Rode         | 3 august 1995          | 1,77 m   | 24       | 8      | Borussia Dortmund       |

### Norvegia
Echipa a fost anunțată pe 10 noiembrie 2020. Pe 28 noiembrie, Katrine Lunde a fost adăugată în echipă deoarece un nou test pentru COVID-19 efectuat lui Silje Solberg a ieșit din nou pozitiv. Pe 2 decembrie, Rikke Granlund a înlocuit-o pe Silje Solberg. Pe 7 decembrie Katrine Lunde a înlocuit-o pe Emily Stang Sando. Pe 12 decembrie Silje Solberg a înlocuit-o pe Rikke Granlund.
Antrenor principal:  Thorir Hergeirsson
Antrenor secund:  Tonje Larsen
Antrenor pentru portari:  Mats Olsson
| Nr. | Post            | Nume                   | Data nașterii (vârsta) | Înălțime | Selecții | Goluri | Echipă                 |
| --- | --------------- | ---------------------- | ---------------------- | -------- | -------- | ------ | ---------------------- |
| 1   | Portar          | Emily Stang Sando      | 8 martie 1989          | 1,80 m   | 28       | 0      | SG BBM Bietigheim      |
| 2   | Centru          | Henny Reistad          | 9 februarie 1999       | 1,81 m   | 17       | 44     | Vipers Kristiansand    |
| 3   | Inter stânga    | Emilie Hegh Arntzen    | 1 ianuarie 1994        | 1,84 m   | 107      | 188    | Vipers Kristiansand    |
| 4   | Inter stânga    | Veronica Kristiansen   | 10 iulie 1990          | 1,75 m   | 134      | 451    | Győri Audi ETO KC      |
| 5   | Pivot           | Marit Malm Frafjord    | 25 noiembrie 1985      | 1,82 m   | 202      | 409    | Team Esbjerg           |
| 6   | Pivot           | Heidi Løke             | 12 decembrie 1982      | 1,73 m   | 218      | 794    | Vipers Kristiansand    |
| 7   | Inter dreapta   | Stine Skogrand         | 3 martie 1993          | 1,73 m   | 87       | 133    | Herning-Ikast Håndbold |
| 9   | Inter dreapta   | Nora Mørk              | 5 aprilie 1991         | 1,67 m   | 121      | 580    | Vipers Kristiansand    |
| 10  | Centru          | Stine Bredal Oftedal   | 25 septembrie 1991     | 1,68 m   | 192      | 510    | Győri Audi ETO KC      |
| 11  | Extremă dreapta | Malin Aune             | 4 martie 1995          | 1,65 m   | 60       | 116    | Vipers Kristiansand    |
| 12  | Portar          | Silje Solberg          | 16 iunie 1990          | 1,78 m   | 148      | 1      | Győri Audi ETO KC      |
| 13  | Pivot           | Kari Brattset Dale     | 15 februarie 1991      | 1,83 m   | 68       | 153    | Győri Audi ETO KC      |
| 16  | Portar          | Katrine Lunde          | 30 martie 1980         | 1,80 m   | 299      | 3      | Vipers Kristiansand    |
| 20  | Extremă dreapta | Marit Røsberg Jacobsen | 25 februarie 1994      | 1,65 m   | 62       | 118    | Team Esbjerg           |
| 23  | Extremă stânga  | Camilla Herrem         | 8 octombrie 1986       | 1,67 m   | 252      | 690    | Sola HK                |
| 24  | Extremă stânga  | Sanna Solberg-Isaksen  | 16 iunie 1990          | 1,78 m   | 149      | 277    | Team Esbjerg           |
| 25  | Inter stânga    | Kristine Breistøl      | 23 august 1993         | 1,92 m   | 9        | 8      | Team Esbjerg           |
| 28  | Portar          | Rikke Granlund         | 14 noiembrie 1989      | 1.72 m   | 2        | 0      | Team Esbjerg           |

### Polonia
O echipă cu 22 de handbaliste a fost anunțată pe 6 noiembrie 2020. Pe 30 noiembrie, echipa a fost redusă la 17 jucătoare. De asemenea, pe 30 noiembrie, din cauza unei accidentări Joanna Wołoszyk a înlocuit-o pe Sylwia Matuszczyk.
Antrenor principal:  Arne Senstad
Antrenor secund:  Reidar Møistad
Antrenor secund:  Monika Marzec
| Nr. | Post            | Nume                 | Data nașterii (vârsta) | Înălțime | Selecții | Goluri | Echipă                     |
| --- | --------------- | -------------------- | ---------------------- | -------- | -------- | ------ | -------------------------- |
| 7   | Extremă dreapta | Aneta Łabuda         | 7 ianuarie 1995        | 1,60 m   | 43       | 73     | ESBF Besançon              |
| 10  | Inter stânga    | Marta Gęga           | 16 aprilie 1986        | 1,84 m   | 55       | 79     | MKS Lublin                 |
| 11  | Extremă stânga  | Kinga Grzyb          | 12 ianuarie 1982       | 1,68 m   | 263      | 724    | MKS Zagłębie Lubin         |
| 12  | Portar          | Weronika Gawlik      | 20 octombrie 1986      | 1,80 m   | 83       | 4      | MKS Lublin                 |
| 16  | Portar          | Adrianna Płaczek     | 10 decembrie 1993      | 1,74 m   | 50       | 0      | Nantes Atlantique Handball |
| 17  | Extremă dreapta | Adrianna Górna       | 22 martie 1996         | 1,70 m   | 18       | 13     | MKS Zagłębie Lubin         |
| 18  | Inter dreapta   | Aleksandra Zych      | 28 iulie 1993          | 1,82 m   | 63       | 63     | CS Măgura Cisnădie         |
| 20  | Pivot           | Joanna Drabik        | 28 octombrie 1993      | 1,80 m   | 69       | 118    | MKS Zagłębie Lubin         |
| 22  | Inter stânga    | Aleksandra Rosiak    | 7 iulie 1997           | 1,82 m   | 23       | 22     | MKS Lublin                 |
| 24  | Inter stânga    | Joanna Wołoszyk      | 19 ianuarie 1995       | 1,84 m   | 39       | 13     | Saint-Amand Handball       |
| 39  | Inter dreapta   | Natalia Nosek        | 20 aprilie 1998        | 1,78 m   | 17       | 12     | MKS Lublin                 |
| 49  | Centru          | Karolina Kochaniak   | 5 iulie 1995           | 1,75 m   | 8        | 3      | MKS Zagłębie Lubin         |
| 66  | Pivot           | Joanna Szarawaga     | 2 aprilie 1994         | 1,85 m   | 38       | 46     | MKS Lublin                 |
| 77  | Centru          | Patrycja Świerżewska | 5 martie 1996          | 1,78 m   | 10       | 9      | MKS Zagłębie Lubin         |
| 78  | Inter stânga    | Paulina Uścinowicz   | 16 octombrie 1999      | 1.86 m   | 0        | 0      | Fleury Loiret HB           |
| 94  | Extremă stânga  | Dagmara Nocuń        | 2 ianuarie 1996        | 1,65 m   | 11       | 7      | MKS Lublin                 |
| 94  | Centru          | Romana Roszak        | 1 octombrie 1994       | 1,75 m   | 30       | 59     | MKS Piotrcovia Piotrków    |

### România
O echipă cu 21 de handbaliste a fost anunțată pe 16 noiembrie 2020. Ulterior, Alexandra Subțirică a înlocuit-o pe Raluca Băcăoanu. Pe 29 noiembrie echipa a fost redusă la 18 handbaliste, printre handbalistele la care s-a renunțat numărându-se și Crina Pintea, testată pozitiv pentru COVID-19. Pe 1 decembrie, în Danemarca, Laura Moisă a fost testată pozitiv pentru COVID-19
Antrenor principal:  Bogdan Burcea
Antrenor secund:  Robert Licu
Antrenor pentru portari:  Jaume Fort
| Nr. | Post            | Nume                 | Data nașterii (vârsta) | Înălțime | Selecții | Goluri | Echipă                  |
| --- | --------------- | -------------------- | ---------------------- | -------- | -------- | ------ | ----------------------- |
| 1   | Portar          | Ana Maria Măzăreanu  | 4 februarie 1993       | 1,80 m   | 7        | 0      | CS Gloria 2018 Bistrița |
| 2   | Extremă stânga  | Nicoleta Dincă       | 2 iulie 1988           | 1,73 m   | 27       | 30     | CS Gloria 2018 Bistrița |
| 7   | Centru          | Eliza Buceschi       | 1 august 1993          | 1,77 m   | 75       | 223    | CS Rapid București      |
| 8   | Inter stânga    | Cristina Neagu       | 26 august 1988         | 1,80 m   | 198      | 830    | CSM București           |
| 11  | Centru          | Ana Maria Țicu       | 23 februarie 1992      | 1,70 m   | 9        | 7      | Craiova                 |
| 13  | Centru          | Cristina Laslo       | 10 aprilie 1996        | 1,77 m   | 35       | 28     | CS Minaur Baia Mare     |
| 16  | Portar          | Denisa Dedu          | 27 septembrie 1994     | 1,82 m   | 59       | 4      | CSM București           |
| 17  | Centru          | Andreea Popa         | 3 iunie 2000           | 1,77 m   | 2        | 4      | CS Minaur Baia Mare     |
| 19  | Inter dreapta   | Laura Popa           | 29 iunie 1994          | 1,81 m   | 36       | 19     | CS Rapid București      |
| 20  | Portar          | Iulia Dumanska       | 15 august 1996         | 1,78 m   | 45       | 0      | RK Podravka             |
| 23  | Pivot           | Alexandra Subțirică  | 8 decembrie 1987       | 1,70 m   | 0        | 0      | Gloria Buzău            |
| 26  | Inter stânga    | Anca Polocoșer       | 1 mai 1997             | 1,80 m   | 19       | 12     | CS Minaur Baia Mare     |
| 27  | Pivot           | Lorena Ostase        | 25 iulie 1997          | 1,79 m   | 10       | 12     | CSM Slatina             |
| 30  | Extremă dreapta | Sonia Seraficeanu    | 25 iulie 1997          | 1,74 m   | 13       | 17     | CS Minaur Baia Mare     |
| 77  | Extremă stânga  | Ana Maria Iuganu     | 25 februarie 1990      | 1,75 m   | 32       | 34     | Gloria Buzău            |
| 90  | Inter dreapta   | Ana Maria Savu       | 24 februarie 1990      | 1,86 m   | 32       | 39     | Craiova                 |
| 97  | Extremă stânga  | Alexandra Dindiligan | 16 februarie 1997      | 1,74 m   | 0        | 0      | HC Zalău                |